# Film Freak
Film Freak é o nome de dois (Burt Weston e "Edison") personagens fictícios da DC Comics, inimigos do Batman e da Catwoman. A sua característica é serem obcecados com filmes.
Como Burt Weston (nome provém da junção de Burt Ward e Adam West, os protagonista da série de televisão da década de 1960), aparece pela primeira vez em Batman #395 (Maio de 1986). Weston é um actor que interpretou vilões pouco peculiares, e decidiu que seria melhor vilão na vida real. Cometeu todos os crimes com uma miríade de "truques" baseados em filmes, e por isso a imprensa escrita de Gotham decidiu chamá-lo Film Freak. Com o alias "Edison", Film Freak apareceu pela primeira vez em Catwoman #54 (Junho de 2006), como parte da história One Year Later, onde é descrito como um apresentador de televisão.